# Raio de Einstein
O raio de Einstein é o raio de um anel de Einstein e é um ângulo característico para lentes gravitacionais em geral, pois as distâncias típicas entre imagens em lentes gravitacionais são da ordem do raio de Einstein.

## Derivação
Na derivação a seguir do raio de Einstein, assumiremos que toda a massa M do efeito L da galáxia está concentrado no centro da galáxia.
Para uma massa pontual, a deflexão pode ser calculada e é um dos testes clássicos da relatividade geral. Para pequenos ângulos α1, a deflexão total por uma massa pontual M é dada (ver métrica de Schwarzschild) por
{\displaystyle \alpha _{1}={\frac {4G}{c^{2}}}{\frac {M}{b_{1}}}}
onde
b1 é o parâmetro de impacto (a distância da aproximação mais próxima do raio de luz ao centro de massa)
Gé a constante gravitacional, e
c é a velocidade da luz.
Observando que, para ângulos pequenos e com o ângulo expresso em radianos, o ponto de aproximação mais próximo b1 em um ângulo θ1 para a lente L à distância  DL é dada por b1 = θ1 DL, podemos re-expressar o ângulo de flexão α1 como
{\displaystyle \alpha _{1}(\theta _{1})={\frac {4G}{c^{2}}}{\frac {M}{\theta _{1}}}{\frac {1}{D_{\rm {L}}}}} ..... (Equação 1)
Se definirmos θS como o ângulo no qual veríamos a fonte sem a lente (que geralmente não é observável), e θ1 como o ângulo observado da imagem da fonte em relação à lente, pode-se ver a partir da geometria da lente (contando as distâncias no plano da fonte) que a distância vertical percorrida pelo ângulo θ1 à distância DS é o mesmo que a soma das duas distâncias verticais θS DS e α1 DLS. Isso fornece a equação da lente
{\displaystyle \theta _{1}\;D_{\rm {S}}=\theta _{\rm {S}}\;D_{\rm {S}}+\alpha _{1}\;D_{\rm {LS}}}
que pode ser reorganizado para fornecer
{\displaystyle \alpha _{1}(\theta _{1})={\frac {D_{\rm {S}}}{D_{\rm {LS}}}}(\theta _{1}-\theta _{\rm {S}})} ..... (Equação 2)
Definindo (eq. 1) igual a (eq. 2) e reorganizando, obtemos
{\displaystyle \theta _{1}-\theta _{\rm {S}}={\frac {4G}{c^{2}}}\;{\frac {M}{\theta _{1}}}\;{\frac {D_{\rm {LS}}}{D_{\rm {S}}D_{\rm {L}}}}}
Para uma fonte logo atrás da lente, θS = 0, e a equação da lente para um ponto de massa dá um valor característico para θ1 isso é chamado de ângulo de Einstein, denotado θE. Quando θE é expresso em radianos e a fonte de lente está suficientemente distante, o raio de Einstein, denotado RE, é dado por 
{\displaystyle R_{E}=\theta _{E}D_{\rm {L}}}. 
Colocando θS = 0 e resolvendo  θ1 encontramos
{\displaystyle \theta _{E}=\left({\frac {4GM}{c^{2}}}\;{\frac {D_{\rm {LS}}}{D_{\rm {L}}D_{\rm {S}}}}\right)^{1/2}}
O ângulo de Einstein para uma massa pontual fornece uma escala linear conveniente para criar variáveis de lente sem dimensão. Em termos do ângulo de Einstein, a equação da lente para uma massa pontual torna-se
{\displaystyle \theta _{1}=\theta _{\rm {S}}+{\frac {\theta _{E}^{2}}{\theta _{1}}}}
Substituindo as constantes fornece
{\displaystyle \theta _{E}=\left({\frac {M}{10^{11.09}M_{\bigodot }}}\right)^{1/2}\left({\frac {D_{\rm {L}}D_{\rm {S}}/D_{\rm {LS}}}{\rm {Gpc}}}\right)^{-1/2}{\rm {arcsec}}}
Nesta última forma, a massa é expressa em massas solares (M☉ e as distâncias em Gigaparsec (Gpc).) O raio de Einstein é mais proeminente para uma lente tipicamente a meio caminho entre a fonte e o observador.
Para um aglomerado denso com massa Mc ≈ 10×1015 M☉ a uma distância de 1 Gigaparsec (1 Gpc), esse raio pode ser tão grande quanto 100 arcoseg (chamado lente macro). Para um evento de microlente gravitacional (com massas da ordem de 1 M☉), procure a distâncias galácticas (digamos D ~ 3 kpc), o raio típico de Einstein seria da ordem de milissegundos. Consequentemente, é impossível observar imagens separadas em eventos de microlente com as técnicas atuais.
Da mesma forma, para o raio de luz inferior que atinge o observador por baixo da lente, temos
{\displaystyle \theta _{2}\;D_{\rm {S}}=-\;\theta _{\rm {S}}\;D_{\rm {S}}+\alpha _{2}\;D_{\rm {LS}}}
e 
{\displaystyle \theta _{2}+\theta _{\rm {S}}={\frac {4G}{c^{2}}}\;{\frac {M}{\theta _{2}}}\;{\frac {D_{\rm {LS}}}{D_{\rm {S}}D_{\rm {L}}}}}
e assim
{\displaystyle \theta _{2}=-\;\theta _{\rm {S}}+{\frac {\theta _{E}^{2}}{\theta _{2}}}}
O argumento acima pode ser estendido para lentes que possuem uma massa distribuída, em vez de uma massa pontual, usando uma expressão diferente para o ângulo de curvatura α as posições θI(θS) das imagens pode ser calculada. Para pequenas deflexões, esse mapeamento é individual e consiste em distorções das posições observadas que são invertíveis. Isso é chamado de lente fraca. Para deflexões grandes, pode-se ter várias imagens e um mapeamento não invertível: isso é chamado de lente forte. Observe que, para que uma massa distribuída resulte em um anel de Einstein, ela deve ser axialmente simétrica.